# Spelaeoecia capax
Spelaeoecia capax is een mosselkreeftjessoort uit de familie van de Deeveyidae. De wetenschappelijke naam van de soort is voor het eerst geldig gepubliceerd in 1990 door Kornicker in Kornicker, Yager & Williams.